# (33698) 1999 KP12
1999 KP12 (asteroide 33698) é um asteroide da cintura principal. Possui uma excentricidade de 0.18113840 e uma inclinação de 12.22824º.
Este asteroide foi descoberto no dia 18 de maio de 1999 por LINEAR em Socorro.